# Титаренко Сергій Григорович
Сергій Григорович Титаренко (нар. 19 жовтня 1889 — пом. 30 січня 1976) — видавець і журналіст.
Родом з Ічні на Чернігівщині.
Співробітник і секретар редакції педагогічного журналу «Світло» (1910—1914), і «Вільної Української Школи» (1917—1919), співзасновник видавництва «Криниця» (1912—1914 і 1917—1920), завідувач київського відділу Державного Видавництва України, головний редактор видавництва «Книгоспілка» (1924—1927), член правління видавництва «Слово» (1922—1926).
Титаренко — автор книг для дітей: «Дитяча розвага», букваря «Сонечко» (1918), читанки «Наша стежка» і численних статей.
Після конфіскації друкарні на розі Хрещатика і Фундуклеївської 1919, був ув'язнений. Вдруге 1929 р. у справі СВУ. Був засланий до Воронежа (цей арешт згадано у оповіданні Б. Антоненка-Давидовича «Чистка»). На засланні перекладав Гоголя, Костомарова.
За даними С. Білоконя, емігрував, проживав у США, де помер у Боффало.
Був одружений з  Аделаїдою Артюховою — мистецтвознавцем, що працювала у Всеукраїнському історичному музеї ім. Тараса Шевченка.